# Freedom, Oklahoma
Freedom är en ort i Woods County i Oklahoma. Vid 2010 års folkräkning hade Freedom 289 invånare.